# 狐物語

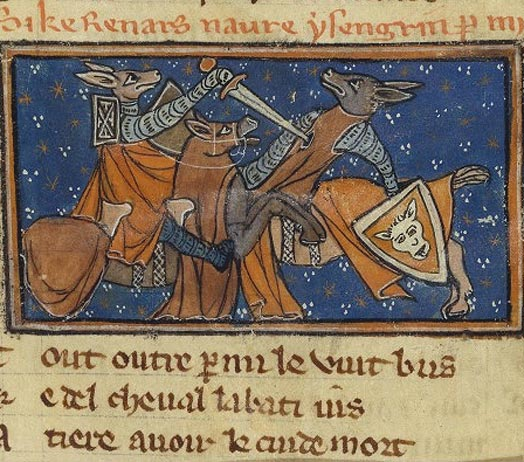
ルナールとイザングランとの決闘の場面。13世紀終わりごろの写本

『狐物語』（きつねものがたり、仏：Roman de Renart）は、12世紀後半にフランスで生まれた物語群。12世紀中期に書かれたラテン語作品『イセングリムス』などを先行作品として、複数の異なる作者によって作られた挿話（枝篇）がまとめられて成立し、現在30ほどの枝篇が知られている。物語は擬人化されて描かれた悪賢い狐ルナールを中心として、ルナールが他の動物を騙そうとする様々な話や、狼のイザングランとの闘争、ライオンの王のノーブルの前で行われる裁判などが風刺的に描かれている。写本のかたちでヨーロッパ中で広く親しまれた。この物語が流布した結果、フランスではそれまで「狐」を意味していたラテン語由来のフランス語グピ（goupil）にかわり、この物語の主人公の名前にすぎなかったルナール（Renart、現代フランス語ではRenard）が「狐」を意味する一般名詞として使われるようになった。ゲーテの『ライネケ狐』（1793年）もこの物語を翻案した作品である。